# Inter City Firm
Die Inter City Firm (ICF) ist die Hooligangruppierung des Londoner Fußballvereins West Ham United. Sie war vor allem in den 1970 und 1980er Jahren aktiv. Bill Gardner gilt gemeinhin als Anführer der ICF, wobei dies nicht ganz korrekt ist, da die ICF nicht eine große Gruppe war, sondern ein Zusammenschluss aus vielen kleinen Gruppierungen. Oftmals wird die ICF als rassistisch oder rechtsradikal dargestellt, was aber laut Cass Pennant, Buchautor und früher eine der führenden Personen bei der ICF, nicht zutreffend sei.
Die größte Rivalität gab es mit den Hooligans des FC Millwall, den Millwall Bushwackers. Auch gegen die Headhunters (FC Chelsea), Red Army (Manchester United) und Yid Army (Tottenham Hotspur) herrscht große Rivalität.
Die deutsche Regisseurin Lexi Alexander nahm die ICF zum Vorbild ihres Filmes Hooligans mit Elijah Wood und Charlie Hunnam in den Hauptrollen. Die in dem Film dargestellte, der ICF stark nachempfundene fiktive Gruppe heißt Green Street Elite (GSE).

## Filme
- Hooligans
- Footsoldier
- Hooligans 2
- Hooligans 3 – Never Back Down
- Cass – Legend of a Hooligan
- The Firm – 3. Halbzeit